# Jahna-Pulsitz
Jahna-Pulsitz ist eine ehemalige Gemeinde, die sich im Kreis bzw. Landkreis Döbeln befand.
Jahna-Pulsitz wurde 1961 aus den bis dahin eigenständigen Gemeinden Jahna und Pulsitz gegründet. 1994 wurde die Gemeinde nach Ostrau eingemeindet, das seit 2023 zur Gemeinde Jahnatal gehört.
| Jahr          | 1964 | 1990 |
| ------------- | ---- | ---- |
| Einwohnerzahl | 976  | 657  |

## Belege
1. ↑  Jahna-Pulsitz – HOV | ISGV. Abgerufen am 1. Januar 2024.

Koordinaten: 51° 13′ N, 13° 11′ O